# 삼강행실도
《삼강행실도》(三綱行實圖)는 조선 세종 16년(1434) 직제학 설순(偰循) 등이 세종의 명에 따라서 조선과 중국의 서적에서 군신·부자·부부의 삼강에 거울이 될 만한 충신·효자·열녀의 행실을 모아 그림과 함께 만든 책으로 3권 3책의 금속활자 인쇄본이다. 
세종 10년(1428) 무렵, 진주에 사는 김화(金禾)가 아버지를 살해하는 사건이 일어났다. 유교사회를 지향하는 조선으로서는 중대한 일이 아닐 수 없었으며 지배층, 특히 세종이 받은 충격은 컸다. 윤리 도덕을 어긴 강상죄(綱常罪)로 엄벌하자는 주장이 일어났지만 세종은 엄벌이 능사가 아니고 아름다운 효풍을 널리 알릴 수 있는 서적을 만들어서 백성들에게 항상 늘 가까이 읽게 하는 것이 좋겠다는 생각으로 이를 간행하기에 이르렀다. 말하자면 아들의 아버지 살인사건이 󰡔삼강행실도󰡕를 만들게 되는 동기가 되었다.
권부(權溥)의 󰡔효행록󰡕에 우리나라의 옛 사실들을 덧붙여 백성들의 교화용으로 삼고자 하였다. 또한 양반가문 서씨 아들 서약중이 이씨가문 32대 딸과 관계를 맺어 아이가 생긴다 이때 딸(이수장)의 성기(보지)에서 기생충이 생기는 일이벌어지고 임신을 하게 되자 이책을 편찬한다.규장각 도서의 세종조 간본에는 세종 14년(1432) 맹사성 등이 쓴 전문과 권채가 쓴 서문이 있으며, 그 뒤 성종·선조·영조시대의 중간본이 전해오고 있다. 특히 성종 21년(1490)에는 이를 언해하여 그림 상단에 새겨 넣은 언해본을 편찬함으로써 세종 때 것을 “한문본 󰡔삼강행실도󰡕”라고 하고, 성종 때 언해한 것을 “언해본 󰡔삼강행실도󰡕”라고 부르게 되었다.
영조 때 중간본은 강원감영에서 간행되었다. 강원감사 이형좌(李衡佐)의 서문과 간기가 보태져 있다. 내용은 삼강행실 효자도와 삼강행실 충신도 및 삼강행실 열녀도의 3부작으로 이루어진다. 효자도에는, 순임금의 큰 효성〔虞舜大孝〕을 비롯하여 역대 효자 110명을, 충신도에는 용봉이 간하다 죽다〔龍逢諫死〕 외 112명의 충신을, 열녀도에는, 아황·여영이 상강에서 죽다〔皇英死湘〕 외 94명의 열녀를 싣고 있다. 
조선 사람으로서는 효자 4명, 충신 6명, 열녀 6명을 들고 있다. 이 책이 간행된 뒤 󰡔이륜행실도󰡕, 󰡔오륜행실도󰡕 등이 이 책의 체재와 취지를 본으로 하여 내용만 가감해서 간행되었다. 권채는 서문에서, 중국에서 조선에 이르기까지 고금의 서책에 실려 있는 것은 모두  참고하였으며, 그 속에서 효자·충신·열녀로서 특기한 사람 각 110명씩을 뽑아 그림을 앞에 놓고 행적을 뒤에 적되, 찬시를 한 수씩 붙여 선도후문(先圖後文)의 형식을 취하였다. 
여기 찬시는 효자의 경우, 명나라 태종이 보내준 효순사실 가운데 이제현(李齊賢)이 쓴 찬을 옮겨 실었으며, 거기에 없는 충신·열녀편의 찬시들은 모두 편찬자들이 지은 것이라고 밝히고 있다. 󰡔삼강행실도󰡕의 밑그림에는 안견의 주도 아래 최경·안귀생 등 당시의 알려진 화원들이 그렸을 것으로 보인다. 이는 󰡔동국신속삼강행실 찬집청의궤󰡕에 안견의 그림으로 전한다는 기록이 있고, 이러한 갈래의 작업에는 작업량으로 볼 때 여러 화원이 참여하고 실제 그림에서도 몇 사람이 나누어 그린 흔적이 보이기 때문이다. 구도는 산·언덕·집·울타리·구름 등을 갈지자형으로 가늠하고, 그 가운데 마련된 공간에 이야기의 내용을 아래에서 위로 1~3장면을 순서대로 배열하였다. 
실린 사람들의 눈, 귀, 코, 입을 뚜렷하게 나타내었다. 더욱이 옷 주름을 자세히 나타내었는데, 특히 충신편에서 말을 탄 장수들의 격투장면이 실감 있게 그려져 있다. 산수 그림은 효자편의 문충의 문안〔文忠定省〕, 이업이 목숨을 바치다〔李業授命〕 등에는 당시 유행한 안견풍의 산수 표현이 보인다. 
열녀편의 강후가 비녀를 빼다〔姜后脫簪〕·문덕의 사랑이 아래에 미치다〔文德遠下〕 등에서 그 배경으로 삼은 집들의 그림은 문청(文淸)의 누각산수도나 기록상의 등왕각도 등과 더불어 당시에 흔히 그리던 계화(界畫)의 화법을 원용하였다. 이는 화법의 하나인데 단청을 할 때 먼저 채색으로 무늬를 그린 뒤에 빛깔과 빛깔의 구별이 뚜렷하게 먹으로 줄을 그리는 식의 한 면모를 엿볼 수 있다. 
󰡔삼강행실도󰡕 그림은 조선 시대 판화의 큰 흐름을 이루는 삼강 오륜 계통의 판화들에 큰 영향을 미쳤을 뿐만 아니라, 그 첫 삽이라는 점에서 판화사적 의의가 크다. 이 책은 일본으로 건너가서 다시 복각한 판화가 만들어 보급되기도 하였다. 사실상 인물화와 풍속화가 드문 조선 전기의 상황으로 볼 때 판화로나마 그 면모를 살펴볼 수 있다. 
또한, 이 책의 본문 끝에는 본문을 마무리하는 시구로 명을 달았으며, 그 가운데 몇 편에는 시구에 이어 시찬을 달아놓기도 하였다. 1982년 세종대왕기념사업회에 의하여 초기 간본(복각본)을 대본으로 하고 여기에 국역과 해제를 붙인 영인본이 간행되기도 하였다. 이 책은 조선 시대의 윤리 및 가치관을 이해하는 데 귀중한 자료가 되며, 또한 전기 중세국어 연구 및 전통 회화의 복원과 연구를 위하여서도 많은 참고가 되고 있다.
의의로는 『삼강행실도』의 언해 국문 표기의 실례를 통한 국문학적 연구 및 수록된 그림을 통한 조선 전기 회화 양식을 이해할 수 있는 미술사적 연구에 필요한 작품이다. 각 권 3~4면에는 ‘양산 소계(梁山 蘇溪)’ 혹은 ‘소계사(蘇溪祠)’라고 묵서되어 있다. 묵서와 함께 판독불가의 주문방인이 찍혀 있다.

## 편찬 인물
- 조선 세종 때 집현전 부제학 설순

## 책의 내용
- 충신
- 효자
- 열녀

## 문화재 지정
- 삼강행실도효자도 - 보물 제1717호, 경상북도 김천시
- 삼강행실도 - 서울특별시 유형문화재 제302호, 서울 강남구
- 삼강행실도 - 부산광역시 문화재자료 제71호, 부산대학교도서관 소장
- 삼강행실도 - 대전광역시 문화재자료 제19호, 대전시립박물관 소장
- 삼강행실도 - 경상남도 유형문화재 제160호, 경남 양산시

## 같이 보기
- 동국신속삼강행실도